# Dichaetomyia flavocuadata
Dichaetomyia flavocuadata este o specie de muște din genul Dichaetomyia, familia Muscidae. A fost descrisă pentru prima dată de Malloch în anul 1925. Conform Catalogue of Life specia Dichaetomyia flavocuadata nu are subspecii cunoscute.